# Faumont
 Faumont  es una población y comuna francesa, en la región de Norte-Paso de Calais, departamento de Norte, en el distrito de Douai y cantón de Orchies.

## Demografía
| 1248 | 1277 | 1342 | 1384 | 1663 | 1917 |
| Para los censos de 1962 a 1999 la población legal corresponde a la población sin duplicidades (Fuente: INSEE [Consultar]) |      |      |      |      |      |